# Соболевка (бухта)
Соболевка — бухта на северо-востоке Приморского края России. Относится к акватории Татарского пролива Японского моря. Открыта к юго-востоку, вдаётся в материк на 0,5 км. Ширина у входа 1,9 км. Глубина до 7 м. Площадь поверхности — 0,62 км².
Берега, за исключением восточного входного мыса, низкие. Пляж песчано-галечный. В южную часть бухты впадает река Соболевка. В северной части бухты располагался портпункт села Усть-Соболевка.